# Presidencia del Parlamento Panafricano
La presidencia del Parlamento Panafricano asume la más alta representación del Parlamento Panafricano, órgano de la Unión Africana.
Desde abril de 2020 el presidente interino del Parlamento Panafricano es el argelino Bouras Djamel quien sustituyó a Roger Nkodo Dang. Ocupará el puesto hasta la próxima Sesión Plenaria del Parlamento Panafricano donde se elija a la nueva presidencia.
La primera persona que asumió la presidencia del Parlamento Panafricano tras su creación en marzo de 2004 fue una mujer, la tanzana Gertrude Mongella (2004-2008).
Inicialmente la sede oficial del Parlamento Panafricano fue Adís Abeba trasladándose en 2009 a Midrand en Sudáfrica. Las reuniones del Parlamento panafricano pueden celebrarse en cualquier estado miembro.

## Elección
La elección de la presidencia del parlamento panafricano debe estar presidido por el presidente de la Asamblea de la Unión Africana según el protocolo del 24 de junio de 2014.
Las atribuciones de la presidencia y las vicepresidencias están definidas en el Reglamento interior.
La duración del mandato es de dos años y medio renovable una vez. En ausencia del presidente cada vicepresidente le reemplaza por rotación.
| Presidencia del Parlamento Panafricano | Presidencia del Parlamento Panafricano | Presidencia del Parlamento Panafricano | Presidencia del Parlamento Panafricano | Presidencia del Parlamento Panafricano |
| No                                     | Nombre                                 | Inicio                                 | Final                                  | País                                   |
| -------------------------------------- | -------------------------------------- | -------------------------------------- | -------------------------------------- | -------------------------------------- |
| 1                                      | Gertrude Mongella                      | 2004                                   | 2008                                   | Tanzania                               |
| 2                                      | Idriss Ndele Moussa                    | 2009                                   | 2012                                   | Chad                                   |
| 3                                      | Bethel Nnaemeka Amadi                  | 2012                                   | 2015                                   | Nigeria                                |
| 4                                      | Roger Nkodo Dang                       | 2015                                   | marzo de 2020                          | Camerún                                |
| 5                                      | Bouras Djamel (interino)               | abril de 2020                          | actual                                 | Argelia                                |